# Vladïmïr Lïsïcın
Vladïmïr Fyodorovïç Lïsïcın (in kazako Владимир Фёдорович Лисицын?; in russo Владимир Фёдорович Лисицын?, Vladimir Fëdorovič Lisicyn; Semej, 20 agosto 1938 – Semej, 11 agosto 1971) è stato un calciatore sovietico, di ruolo portiere.

## Carriera

### Nazionale
La sua unica partita in nazionale fu contro l'Uruguay in un'amichevole il 20 maggio 1964: giocò il primo tempo, sostituito a inizio ripresa da Ramaz Urushadze.

## Palmarès

### Club

#### Competizioni nazionali
- Campionato sovietico: 2

Dinamo Mosca: 1959
Spartak Mosca: 1969
- Coppa dell'Unione Sovietica: 1

Spartak Mosca: 1965